# Fiat-OCI 708 CM
Il Fiat-OCI 708 CM (Cingolato Militare) è un trattore d'artiglieria a cingoli italiano, impiegato dal Regio Esercito e dalla Regia Aeronautica durante la guerra d'Etiopia e la seconda guerra mondiale.

## Storia

Fiat 708 CM del 10º Reggimento artiglieria "Volturno" durante le manovre del 1936. Prova di traino di un rimorchio portamunizioni.

Fiat 708 CM utilizzato dal 1º Gruppo del 55º Reggimento Artiglieria "Brescia" in Libia (Soluch, dicembre 1940)

In seguito all'adozione da parte del Regio Esercito dell'obice da 75/18, si rese necessario un trattore d'artiglieria leggero per il traino del pezzo e delle munizioni in montagna. La Officine Costruzioni Industriali (OCI) di Modena, un'azienda impiantata dal gruppo FIAT nel 1928 su un ex-proiettificio, presentò nel 1934 un prototipo basato sul trattore agricolo Fiat 708 C, opportunamente rinforzato e ridenominato Fiat-OCI 508 CM, dove la "M" sta per "militare". Nel 1935 fu ordinato il primo lotto di 200 mezzi, designati dall'esercito come trattore da montagna OCI 708 CM. Il mezzo rimase in produzione fino al 1943.
Ebbe il debutto operativo durante la Guerra d'Etiopia, quando fu inviato in Eritrea nel 1935 con due gruppi su cannoni 77/28. Nello stesso anno equipaggiò la 63ª Divisione fanteria "Cirene" e la 1ª Divisione CC.NN. "23 marzo" in Libia, mentre nel 1936 venne schierato in Somalia con il 32° Autogruppo ed utilizzato nelle manovre del 10º Reggimento artiglieria "Volturno" per il traino degli obici da 75/18. Cinquantaquattro esemplari parteciparono alla guerra civile spagnola, mentre all'entrata in guerra dell'Italia, nel 1940, 381 trattori erano in dotazione alla 5ª Armata; nell'ottobre del 1941, di questi ne rimanevano solo 113, la maggior parte dei quali in forza alla 102ª Divisione motorizzata "Trento" e della V Squadra Aerea. Il trattore infatti era stato adottato anche dalla Regia Aeronautica per la movimentazione degli aeromobili sulle piste. I mezzi rimasti sul territorio metropolitano nel 1941 furono tutti trasferiti ai depositi del genio militare. Alcuni esemplari furono impiegati dopo l'armistizio di Cassibile dalle forze della Repubblica Sociale.

## Tecnica

Fiat 708 CM della Regia Aeronautica movimenta un Savoia-Marchetti S.M.79.

Il 708 CM conserva l'impostazione tipica del trattore agricolo cingolato; esso infatti deriva dal Fiat 708 C, versione alleggerita del Fiat 700 C, il primo trattore cingolato prodotto in serie in Europa. Il motore, a differenza dei predecessori a petrolio, è un Fiat 308 C a benzina da 2520 cm³, erogante 30 hp a 2300 giri/min. Il volante, disassato a destra, attiva le frizioni di sterzo. Il treno di rotolamento differisce dal 708 C: la ruota motrice dentata è anteriore ed il sistema di sospensione a balestre dei rulli tendi-cingolo ricorda quello dei carri serie M.
Ottimo nel fuori-strada, la meccanica fragile lo penalizza sui lunghi tragitti, tanto che solitamente veniva trasferito su autocarro. Oltre che nel ruolo "istituzionale" di traino del pezzo da 75/18 e del relativo cassone da 80 munizioni, fu impiegato anche nel trasporto di materiale per i reparti di fanteria. Fu testato positivamente per il traino del 47/32 Mod. 1935, ma l'esperimento non ebbe seguito.